# Altymyrat Annadurdyýew
Altymyrat Annadurdyýew (Asjabad, Turkmenistán, 13 de abril de 1993) es un futbolista de Turkmenistán que juega en la posición de delantero centro. Desde el 2023 juega en el FK Arkadag de la Ýokary Liga.

## Carrera
Inició en el fútbol sala con el FK Galkan en 2014, equipo con el que ganó el campeonato nacional de fútbol sala y fue el goleador del torneo con 10 goles. A partir de 2015 se convirtió en futbolista profesional.

### Club
| Periodo   | Club          | Apariciones | Goles |
| --------- | ------------- | ----------- | ----- |
| 2015      | FC Ahal       | 28          | 6     |
| 2016–2022 | FC Altyn Asyr | 222         | 88    |
| 2023–     | FK Arkadag    | 29          | 22    |

### Selección nacional
Annadurdyýew debutó con Turkmenistán el 11 de junio de 2015 ante Guam en la clasificación de AFC para la Copa Mundial de Fútbol de 2018. Su primer gol con la selección nacional fue el 28 de marzo de 2019 ante China Taipéi en Taipéi en la victoria por 3-1 en la clasificación para la Copa Asiática 2019, torneo en el cual participó y anotó un gol en la derrota por 1-3 ante Omán en Abu Dabi. 

## Logros

### Club
- Liga de fútbol sala de Turkmenistán (1): 2014
- Ýokary Liga (7): 2016, 2017, 2018, 2019, 2020, 2021, 2023
- Copa de Turkmenistán (4): 2016, 2019, 2020, 2023
- Supercopa de Turkmenistán (7): 2016, 2017, 2018, 2019, 2020, 2021, 2022

### Individual
- Goleador de la Liga de fútbol sala de Turkmenistán en 2014.
- Goleador de la Ýokary Liga en 2018 y 2020.